# 9610 Vischer
9610 Vischer este un asteroid din centura principală de asteroizi.

## Descriere
9610 Vischer este un asteroid din centura principală de asteroizi. A fost descoperit pe 2 septembrie 1992 la Tautenburg de Freimut Börngen și Lutz Dieter Schmadel. Asteroidul prezintă o orbită caracterizată de o semiaxă mare de 3,17 ua, o excentricitate de 0,26 și o înclinație de 2,5° în raport cu ecliptica.